# Eres (canción de Shakira)
«Eres» es una canción pop latino escrita por la cantautora colombiana Shakira, la cual fue su canción más conocida en Colombia. La canción en sí no fue un éxito, pero tiene un conocimiento mucho mayor que cualquier canción fuera del álbum Magia, el disco debut de la cantante.

## Información de la canción
La canción fue publicada en el álbum Peligro. Las canciones de Shakira en Colombia no están bien grabadas, y por lo tanto, su carrera no era tan conocida hasta que lanzó el álbum Pies descalzos en 1995. La canción ganó el tercer lugar en el Festival de Viña del Mar de Chile en 1993.

## Rendimiento
La canción no era muy conocida en Colombia ni mucho menos en el resto del mundo. Por lo tanto, no estaba en las listas de éxitos del país y no se promovió debidamente.[cita requerida]

## Video
La canción no tuvo video promocional, pero se interpretó en el Festival de Viña del Mar de 1993, y en el programa musical colombiano El Show de las Estrellas.
- Datos: Q3056146